# Plumsalm
Die Plumsalm ist eine Alm im Karwendel auf 1423 m ü. A. Höhe an einem Westhang unterhalb der Bettlerkarspitze.
Sie liegt direkt an einem Forstweg aus der Eng, der bis zur Plumsjochhütte und zum Plumssattel führt.

## Aufstiege
- von Westen aus der Eng per MTB oder zu Fuß